# Bernard Fialaire
Bernard Fialaire, né le 13 septembre 1957 à Belleville (Rhône), est un homme politique français. Il est conseiller départemental du Rhône de 1994 à 2021, maire de Belleville entre 1995 et 2020, président de la communauté de communes Saône-Beaujolais entre 2001 et 2020 et sénateur du Rhône depuis 2020.

## Biographie

### Jeunesse et formation
Bachelier au lycée Claude Bernard à Villefranche-sur-Saône en 1975, Bernard Fialaire entreprend alors des études de médecine pendant neuf ans. Bernard Fialaire devient par la suite médecin de ville à Belleville.

### Carrière politique
Le 27 mars 1994, il est élu conseiller général dans le canton de Belleville. L'année suivante, Bernard Fialaire rejoint le Parti radical et est élu maire de Belleville. Il est réélu en 2001, 2008 et 2014 aux élections municipales et en 2001, 2008 et 2015 au conseil général (départemental en 2015) du Rhône. Il est également président de la communauté de communes Beaujolais-Val-de-Saône de 2001 à 2013 puis Saône Beaujolais de 2014 à 2020.
En 2015, il est élu président de l’UDI du Nouveau Rhône avec 79,2 % des voix des militants face à Martine Surrel, maire de Saint-Maurice-sur-Dargoire (20,8 %). La participation atteint les 80,2 % chez les adhérents du département.
Il est candidat aux élections sénatoriales de septembre 2014 dans le Rhône, en troisième sur la liste de Michel Mercier, qui obtient 15,52 % des suffrages des grands électeurs.
En janvier 2019, il est élu premier maire de Belleville-en-Beaujolais, commune nouvelle issue de la fusion entre Belleville et Saint-Jean-d'Ardières. Il quitte cette fonction en septembre de la même année. En janvier 2020, lors d’une cérémonie de vœux, il annonce qu’il ne se représentera pas aux élections municipales de 2020,.
Membre du Parti Radical, Bernard Fialaire dirige une liste centriste pour les élections sénatoriales du 27 septembre 2020, qui remporte 9,58 % des voix des grands électeurs, ce qui lui permet d'être élu à la Haute assemblée.